# Farang
Farang är en svensk dramathrillerserie på C More som hade premiär 9 mars 2017.

## Handling
Bankrånaren Rickard har flyttat från Sverige till Phuket och blir efter tio år hittad av sin dotter Thyra. Richard gillar inte att bli upptäckt och Thyra har börjat dejta en svensk knarklangare.

## Produktion
Programmet skapades av Malin Lagerlöf och Stefan Thunberg som kom på idén då de var på semester i Thailand. Ola Rapace som spelar Richard ville ha en äldre person som spelade rollen som hans dotter, men efter att han sett Louise Nyvall provfilma för Thyra lät han henne spela rollen.

## Rollista
- Ola Rapace - Rickard
- Louise Nyvall - Thyra
- Sahajak Boonthanakit - Prasert
- Gerhard Hoberstorfer - Birdie
- Yayaying Phongam Phongam - Pranée
- Maethi Thapthimthong - Pao
- Jacques Karlberg - Fabian Rask
- Sahatchai 'Stop' Chumrum - Ben
- Errah Seno - Flower
- Yothin Udomsanti - Chin
- Ralph Carlsson - Top
- Wipawee Charoenpura - Mah
- Anna Bjelkerud - Mariette
- Yngve Dahlberg - Hansi
- Philip Martin - Armin
- Antti Reini - Mark

## Övrigt
”Farang” är även en benämning på västerlänningar i Thailand.